# 阿扎吉亚潘迪亚普拉姆
阿扎吉亚潘迪亚普拉姆（Azhagiapandiapuram），是印度泰米尔纳德邦甘尼亚古马里县的一个城镇。总人口12060（2001年）。

## 人口
该地2001年总人口12060人，其中男性5986人，女性6074人；0—6岁人口1133人，其中男538人，女595人；识字率76.82%，其中男性为80.30%，女性为73.39%。